# Linia kolejowa Most – Moldava v Krušných horách
Linia kolejowa Most – Moldava v Krušných horách – jednotorowa, regionalna i niezelektryfikowana linia kolejowa w Czechach. Łączy Most i Moldava v Krušných horách. Przebiega w całości przez terytorium kraju usteckiego.